# Chiautzingo
Chiautzingo è una municipalità dello stato di Puebla, nel Messico centrale, il cui capoluogo è la località di San Lorenzo Chiautzingo.
Conta 18.762 abitanti (2010) e ha una estensione di 81,22 km². 	 	
Il significato del nome della località in lingua nahuatl è luogo del pantano.